# カラボボ州
カラボボ州（カラボボしゅう）は、ベネズエラの中北部にある州である。バレンシア湖の周りの盆地と山地にある。ベネズエラの州の中では面積が狭いが、人口は3番目に多い。州都はバレンシア市のバレンシア。同国の主要工業都市でもある。面積は4650km2。2019年時点での推定人口は254万3600人。これはスリア州、ミランダ州に次いで3番目に人口が多い。またカラボボ州は、1821年6月24日にカラボボの戦いが行われた場所である。これはスペインからの独立戦争における決定的な勝利であり、シモン・ボリバルが指揮した。

## 地理

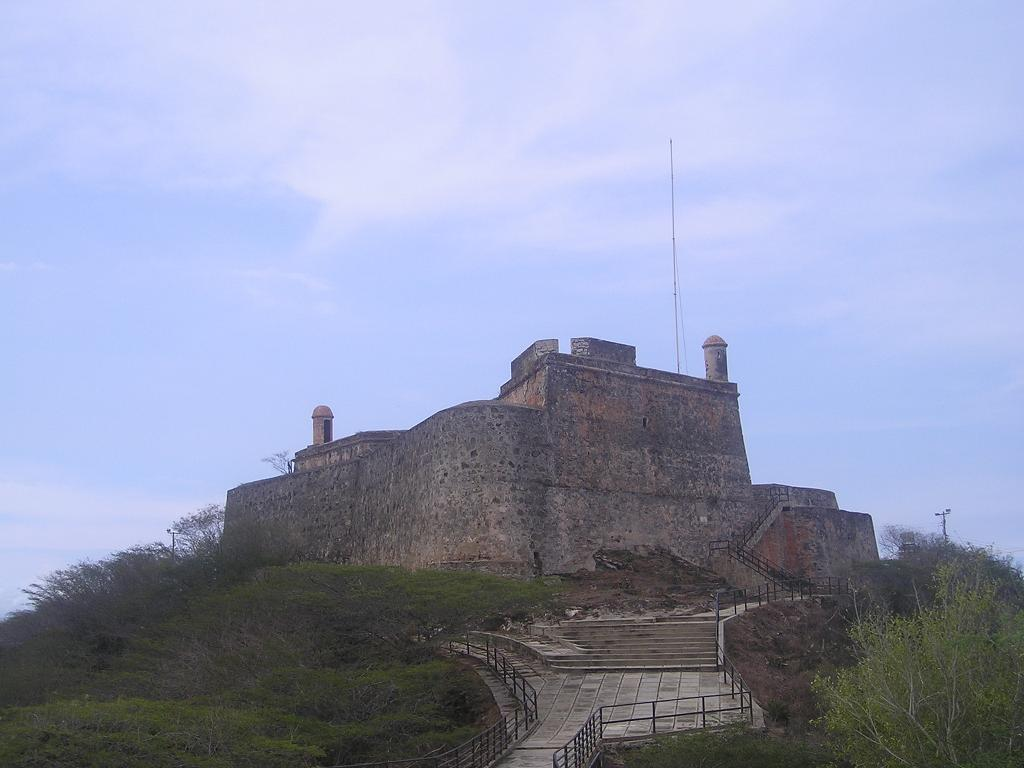
Castillo de Puerto Cabello

千メートル級のコスタ山脈が州の北部を横切り、一部がサンエステバン国立公園となっている。山脈の北は海岸地方で、東部にプエルトカベジョという港町があり、西海岸はヤラクイ川下流の低地である。山脈の南にバレンシア湖と湖の西に転がる盆地がある。この盆地にベネズエラ第三の都市、バレンシアがある。南部では緩い丘陵が卓越する。また、北部にはトリステ湾という湾がある。

## 隣接州
州は北でカリブ海、東でアラグア州、西でヤラクイ州、南でリャノのグアリコ州とコヘデス州に接する。西では海岸でファルコン州ともわずかに接する。

## 産業
農業のほかに、バレンシアに食品加工など軽工業を中心に様々な工業が発達しており、国内外に製品を送り出す。その外港が北のプエルトカベジョである。

## 交通
プエルトカベジョから西に鉄道が走り、ヤラクイ州と連絡する。自動車道が東のアラグア州、北西のファルコン州、西のヤラクイ州、南西のコヘデス州に走る。南東のグアリコ州との連絡はアラグア州経由になる。

## 政治
1989年からカラボボ州はエンリケ・サラス・ロメルとその息子サラス・フェオを州知事に続けて選んだ。カラボボ州はサラス・ロメルが率いる政党「ベネズエラ計画」の強固な地盤だったが、2004年地方選挙で与党第五共和国運動のアコスタ・カルレスが州知事に当選した。
- 州知事　ラファエル・ラカヴァ（スペイン語版） (2017年10月20日-)

## 市町村と庁舎所在地
- カルロスアルベロ市 - グイグエ
- グアカラ市 - グアカラ
- サンディエゴ市 - サンディエゴ
- サンホアキン市 - サンホアキン
- ディエゴイバラ市 - マリアラ
- ナグアナグア市 - ナグアナグア
- バレンシア市 - バレンシア
- フアンホセモラ市 - モロン
- プエルトカベジョ市 - プエルトカベジョ
- ベフマ市 - ベフマ
- ミランダ市 - ミランダ
- モンタルバン市 - モンタルバン
- リベルタドル市 - トクイト
- ロスグアジョス市 - ロスグアジョス